# Pierfrancesco de’ Medici der Jüngere
Pierfrancesco di Lorenzo de’ Medici der Jüngere (* 1487 in Florenz; † 1525 in Cafaggiolo) war der Enkel von Pierfrancesco di Lorenzo de’ Medici dem Älteren und der älteste Sohn von Lorenzo di Pierfrancesco de’ Medici, genannt il Popolano.
Pierfrancesco heiratete 1511 Maria Soderini, die Tochter des Tommaso Soderini, mit der er vier Kinder hatte:
- Lorenzino de’ Medici (1514–1548), der 1537 Alessandro de’ Medici ermordete;
- Giuliano de’ Medici (1520–1588), Erzbischof von Albi;
- Laudomia de’ Medici ⚭ 1532 Alamanno Salviati, ⚭ 1539 Filippo Strozzi (1510–1558);
- Maddalena de’ Medici († 1583) ⚭ 1539 Roberto Strozzi.

| Personendaten    | Personendaten                                                   |
| ---------------- | --------------------------------------------------------------- |
| NAME             | Medici, Pierfrancesco de’ der Jüngere                           |
| ALTERNATIVNAMEN  | Medici, Pierfrancesco di Lorenzo de’; Pierfrancesco der Jüngere |
| KURZBESCHREIBUNG | Medici                                                          |
| GEBURTSDATUM     | 1487                                                            |
| GEBURTSORT       | Florenz                                                         |
| STERBEDATUM      | 1525                                                            |
| STERBEORT        | Cafaggiolo                                                      |